# Вариация Харди
Вариация Харди — одна из числовых характеристик функции нескольких переменных.

## Определение
Пусть имеется функция {\displaystyle f(x)=f(x_{1},\;\ldots ,\;x_{n}),\;n=2,\;3,\;\ldots }, заданная на {\displaystyle n}-мерном параллелепипеде
{\displaystyle D_{n}=[a_{1},\;b_{1}]\times [a_{2},\;b_{2}]\times \ldots \times [a_{n},\;b_{n}].}
Зададимся произвольным разбиением {\displaystyle \pi } параллелепипеда гиперплоскостями
{\displaystyle x_{s}=x_{s}^{(r_{s})},\quad r_{s}=0,\;1,\;2,\;\ldots ,\;l_{s};\;s=1,\;2,\;\ldots ,\;n,}
{\displaystyle x_{s}^{(r_{s})}<x_{s}^{(r_{s}+1)},\;x_{s}^{(0)}=a_{s},\;x_{s}^{(l_{s})}=b_{s},\;h_{s}^{(r_{s})}=x_{s}^{(r_{s}+1)}-x_{s}^{(r_{s})}}
на {\displaystyle n}-мерные параллелепипеды.
Рассмотрим класс {\displaystyle {\tilde {H}}_{n}} всех функций, для которых
{\displaystyle {\tilde {H}}_{n}=\sup _{\pi }\sum _{r_{1}=0}^{l_{1}-1}\sum _{r_{2}=0}^{l_{2}-1}\ldots \sum _{r_{n}=0}^{l_{n}-1}\left|\Delta _{h_{1}^{(r_{1})}h_{2}^{(r_{2})}\ldots h_{n}^{(r_{n})}}(f;\;x_{1}^{(r_{1})},\;x_{2}^{(r_{2})},\;\ldots ,\;x_{n}^{(r_{n})})\right|<\infty ,}
где
{\displaystyle \Delta _{h_{1}h_{2}\ldots h_{n}}(f;\;x)=\Delta _{h_{k}}(\Delta _{h_{1}h_{2}\ldots h_{k-1}};\;x),\quad k=2,\;3,\;\ldots ,\;n;}
{\displaystyle \Delta _{h_{k}}(f;\;x)=f(x_{1},\;x_{2},\;\ldots ,\;x_{k}+h_{k},\;\ldots ,\;x_{n})-}
{\displaystyle -f(x_{1},\;x_{2},\;\ldots ,\;x_{k},\;\ldots ,\;x_{n}),\quad \;k=1,\;2,\;\ldots ,\;n.}
Пусть, теперь, {\displaystyle \alpha =(\alpha _{1},\;\alpha _{2},\;\ldots ,\;\alpha _{s}),\;s=1,\;2,\;\ldots ,\;n-1} — целочисленный вектор, координаты которого удовлетворяют неравенствам {\displaystyle 1\leqslant \alpha _{1}<\alpha _{2}<\ldots <\alpha _{s}\leqslant n}, и {\displaystyle {\bar {\alpha }}} — целочисленный вектор размерности {\displaystyle n-s} такой, что его координаты образуют строго возрастающую последовательность и состоят из всех тех чисел {\displaystyle 1,\;2,\ldots ,\;n}, которые не содержатся среди чисел {\displaystyle \alpha _{1},\;\alpha _{2},\;\ldots ,\;\alpha _{s}}. Тогда каждую точку {\displaystyle x\in D_{n}} можно записать в виде {\displaystyle x=(x^{\alpha },\;x^{\bar {\alpha }})}. Если координаты {\displaystyle x_{\alpha _{1}},\;x_{\alpha _{2}},\;\ldots ,\;x_{\alpha _{s}}} точки {\displaystyle x\in D_{n}} фиксированы на значениях {\displaystyle {\overset {\circ }{x}}_{\alpha _{1}},\;{\overset {\circ }{x}}_{\alpha _{2}},\;\ldots ,\;{\overset {\circ }{x}}_{\alpha _{s}}}, то будем писать {\displaystyle x=({\overset {\circ }{x}}{}^{\alpha },\;x^{\bar {\alpha }})}.
Вариация Харди функции {\displaystyle f(x)} на {\displaystyle D_{n}}:
{\displaystyle H(f,\;D_{n})\,{\overset {\mathrm {def} }{=}}\sup _{\alpha }\,\sup _{{\overset {\circ }{x}}{}^{\alpha }}{\tilde {H}}_{n-s}\left(f({\overset {\circ }{x}}{}^{\alpha },\;x^{\bar {\alpha }})\right).}
Если {\displaystyle H(f,\;D_{n})<\infty }, то говорят, что функция {\displaystyle f(x)} имеет ограниченную (конечную) вариацию Харди на параллелепипеде {\displaystyle D_{n}}, а класс всех таких функций обозначается {\displaystyle H(D_{n})}.

## История
Первоначально класс {\displaystyle H(D_{n})} при {\displaystyle n=2} был введён Г. Харди (G. Н. Hardy) в связи с исследованием сходимости двойных рядов Фурье. Он доказал, что прямоугольные частичные суммы двойного ряда Фурье функции {\displaystyle f(x_{1},\;x_{2})} класса {\displaystyle H(Q_{2})} ({\displaystyle Q_{2}=[0,\;2\pi ]\times [0,\;2\pi ]}), имеющей период {\displaystyle 2\pi } по каждой переменной, сходятся в каждой точке {\displaystyle (x_{1},\;x_{2})} к числу
{\displaystyle {\frac {1}{4}}\{f(x_{1}+0,\;x_{2}+0)+f(x_{1}+0,\;x_{2}-0)+f(x_{1}+0,\;x_{2}-0)+f(x_{1}-0,\;x_{2}-0)\},}
где
{\displaystyle f(x\pm 0,\;x_{2}\pm 0)\,{\overset {\mathrm {def} }{=}}\lim _{\begin{smallmatrix}\varepsilon _{1}\to +0\\\varepsilon _{2}\to +0\end{smallmatrix}}f(x_{1}\pm \varepsilon _{1},\;x_{2}\pm \varepsilon _{1}).}
Для того чтобы функция {\displaystyle f(x)} входила в класс {\displaystyle H(D_{n})}, необходимо и достаточно, чтобы её можно было представить в виде {\displaystyle f(x)=f_{1}(x)-f_{2}(x)}, где {\displaystyle f_{1}} и {\displaystyle f_{2}} такие конечные на {\displaystyle D_{n}} функции, что {\displaystyle \Delta _{h_{1}h_{2}\ldots h_{n}}(f;\;x)\geqslant 0,\;k=2,\;3,\;\ldots ,\;n}, при всех {\displaystyle x\in D_{n}} и допустимых приращениях {\displaystyle h_{1},\;h_{2},\;\ldots ,\;h_{n}}. Класс {\displaystyle H(D_{n})} содержится в классе {\displaystyle A(D_{n})} функций, имеющих ограниченную вариацию Арцела на {\displaystyle D_{n}}.